# Мажорирование множеств
Мажорирование — математический термин из теории множеств.

## Определение
Пусть {\displaystyle X=\{x_{1},x_{2},\ldots ,x_{n}\},Y=\{y_{1},y_{2},\ldots ,y_{n}\}},
где {\displaystyle x_{1}\geqslant x_{2}\geqslant \ldots \geqslant x_{n},y_{1}\geqslant y_{2}\geqslant \ldots \geqslant y_{n}}.
Говорят, что множество {\displaystyle X} мажори́рует множество {\displaystyle Y} (обозначается {\displaystyle X\succ Y}), если верно следующее:
Если последнее равенство заменить менее сильным условием {\displaystyle \sum _{i=1}^{n}x_{i}\geqslant \sum _{i=1}^{n}y_{i}}, то {\displaystyle X} нестрого мажорирует {\displaystyle Y}.
Мажоризацию можно обобщить на случай неупорядоченных наборов чисел. Множество {\displaystyle X} мажорирует множество {\displaystyle Y}, если невозрастающая перестановка {\displaystyle X} мажорирует невозрастающую перестановку {\displaystyle Y}.

## Примеры
{\displaystyle \{8,7,1\}\succ \{6,5,5\}}, так как {\displaystyle 8\geqslant 6,\ 8+7\geqslant 6+5,\ 8+7+1=6+5+5}
{\displaystyle \{3,2\}\succ \{3,2\}}, так как {\displaystyle 3\geqslant 3,\ 3+2=3+2}
Вообще, для любых {\displaystyle x_{1}\geqslant x_{2}\geqslant \ldots \geqslant x_{n}} выполняется следующее:
{\displaystyle \{x_{1}+x_{2}+\ldots +x_{n},\underbrace {0,0,\ldots ,0} _{n-1}\}\succ \{x_{1},x_{2},\ldots ,x_{n}\}\succ \{\underbrace {{\frac {x_{1}+\ldots +x_{n}}{n}},{\frac {x_{1}+\ldots +x_{n}}{n}},\ldots ;{\frac {x_{1}+\ldots +x_{n}}{n}}} _{n}\}}

## Неравенство Мюрхеда
Пусть {\displaystyle F_{1}} — симметризация одночлена {\displaystyle x_{1}^{\alpha _{1}}\ldots x_{n}^{\alpha _{n}}},
{\displaystyle F_{2}} — симметризация одночлена {\displaystyle x_{1}^{\beta _{1}}\ldots x_{n}^{\beta _{n}}}.
Если {\displaystyle \{\alpha _{1};\ldots ;\alpha _{n}\}\succ \{\beta _{1};\ldots ;\beta _{n}\}}, то при всех неотрицательных {\displaystyle x_{1},\dots ,x_{n}} выполняется неравенство
{\displaystyle F_{1}(\alpha _{1},\ldots \alpha _{n})\geqslant F_{2}(\beta _{1},\ldots \beta _{n})}.